# 12.8 cm PaK 44
12.8 cm PaK 44は、第二次世界大戦中にドイツ国防軍で採用された口径128mmの野砲兼対戦車砲である。

## 概要

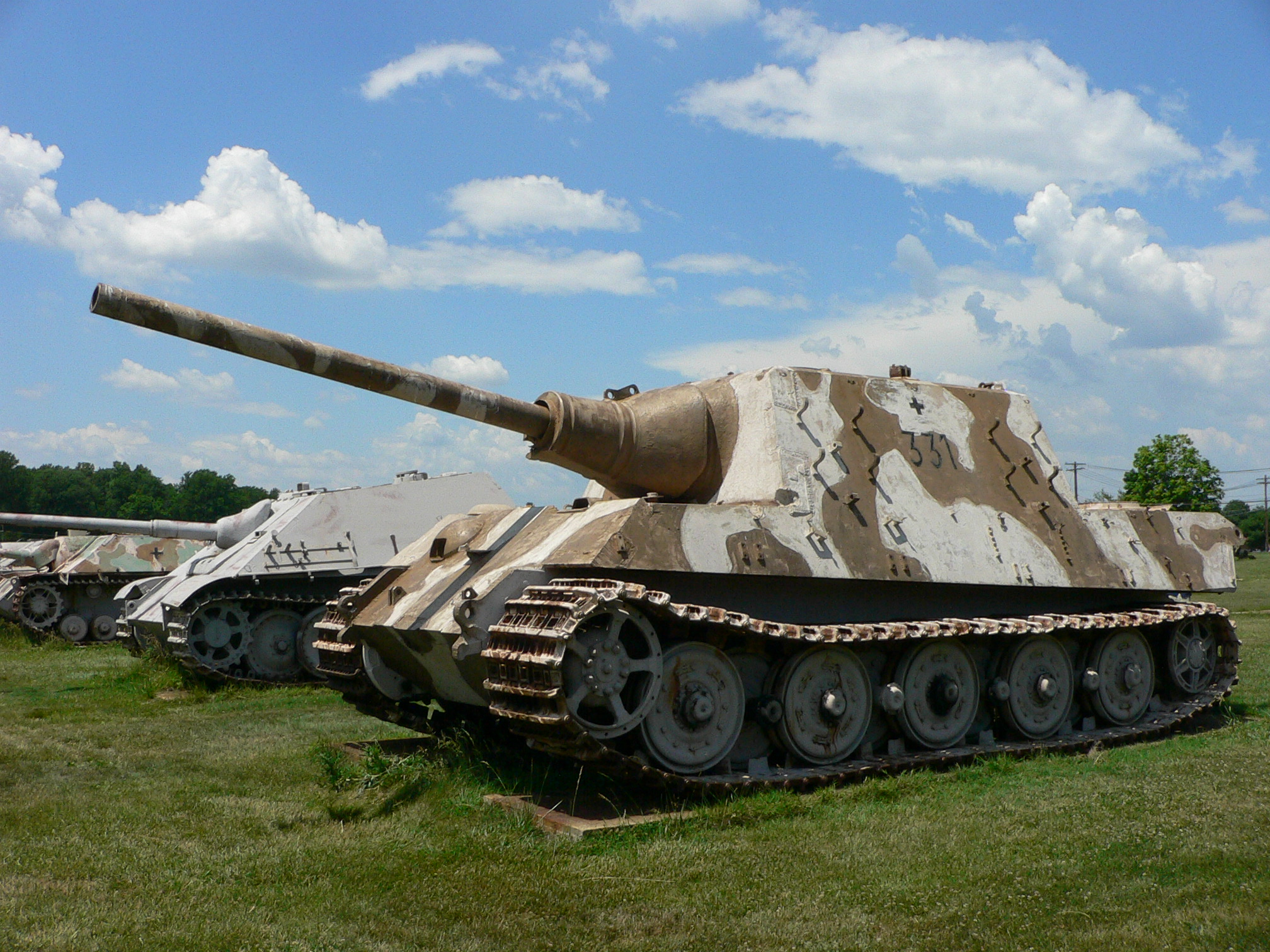
Pak 44が主砲のヤークトティーガー

東部戦線における、対戦車戦闘能力を持つ野砲による赤軍砲兵師団の運用に影響を受けたドイツ陸軍は、野砲としては姿勢が低く、かつ機動する目標に追従し易い全周旋回が可能な大型砲の開発をクルップ社に命じた。そしてチェコのシュコダ社の技術を取り入れた12.8 cm K 43が開発され、その改良型12.8 cm K 44（野砲としての名称）または12.8 cm PaK 44（対戦車砲としての名称）として採用された。
PaK 44の生産はクルップ社とラインメタル社によって行われたが、前者が8.8 cm PaK 43に似たソリッドゴムタイヤ4輪型の砲架であったのに対し、後者は二重防盾を持ち6輪型（射撃時には前部の4輪を持ち上げ後部の2輪を取り外す）砲架で、共に十字型砲架ではあったが形状やスペックが異なっていた。また多孔式マズルブレーキの形状も異なっていた。いずれの砲でも弾頭重量28.3kgの徹甲榴弾（初速950m/s）は1,000m先の200mm装甲板（傾斜角60°）を貫通可能で、たとえ貫通に至らなくても弾量効果によって高率で機能不全へ陥らせた。
PaK 44の簡易自走砲型として、PaK43搭載型よりも大型のヴァッフェントレーガー（武器運搬車）も計画された。また戦車砲型として、ヤークトティーガーやマウス重戦車に搭載された12.8 cm PaK 80 / PjK 80も開発されている。
また、この砲身にフランス製155mm GPF-Tの砲架を組み合わせた12.8 cm K81/1、ソビエト連邦製152 mm M1937の砲架と組み合わせた12.8 cm K81/2も作られている。

## 参考資料
WWIIドイツ軍兵器集（KKワールドフォトプレス）・他